# Sherwood Clark Spring
Sherwood Clark Spring (* 3. září 1944 v Hartfordu, stát Connecticut, USA), armádní důstojník a americký kosmonaut. Ve vesmíru byl jednou.

## Život

### Studium
Vystudoval vojenskou akademii USA United States Military Academy a poté absolvoval studium na University of Arizona.

### Zaměstnání
V roce 1980 byl přijat mezi kandidáty astronauty a později do týmu astronautů NASA. Zůstal zde do roku 1988. Měl přezdívku Woody.

### Lety do vesmíru
Na oběžnou dráhu se v raketoplánech dostal jednou a strávil ve vesmíru 6 dní, 21 hodin a 4 minuty. Absolvoval dva výstupy do volného vesmíru (EVA). Byl 192 člověkem ve vesmíru.
- STS-61-B Atlantis (27. listopadu 1985 – 3. prosince 1985), letový specialista